# 彩龟
彩龟（学名：Trachemys scripta）又名普通彩龟、普通滑龟，为中型、水陆两栖龟类，泽龟科彩龟属，共有3个亚种，其中指名亚种为黄腹彩龟。自然分布于美国中部、东南部、以及墨西哥东北部，其中红耳彩龟作为贸易宠物被人类引进到世界各地。

## 分类
早前曾有15个种类被归类为本种亚种，后来大多已提升为独立物种，目前仅剩三个有效亚种：
- 彩龟秀丽亚种 Trachemys scripta elegans 红耳彩龟 巴西龟
- 彩龟指名亚种 Trachemys scripta scripta 黄耳龟 黄腹彩龟
- 坎伯兰彩龟 Trachemys scripta troostii

- 红耳彩龟
 T. s. elegans
- 黄腹彩龟
T. s. scripta
- 坎伯兰彩龟
 T. s. troostii